# San Justo (Santa Fe)
Pour les articles homonymes, voir San Justo.
San Justo est une ville d'Argentine dans la province de Santa Fe ainsi que la capitale du Département de San Justo de ladite province.
Elle se trouve à 99 km de Santa Fe, la capitale provinciale.

## Crédit d'auteurs
- (es) Cet article est partiellement ou en totalité issu de l’article de Wikipédia en espagnol intitulé « San Justo (Santa Fe) » (voir la liste des auteurs).